# Mariana di Girolamo

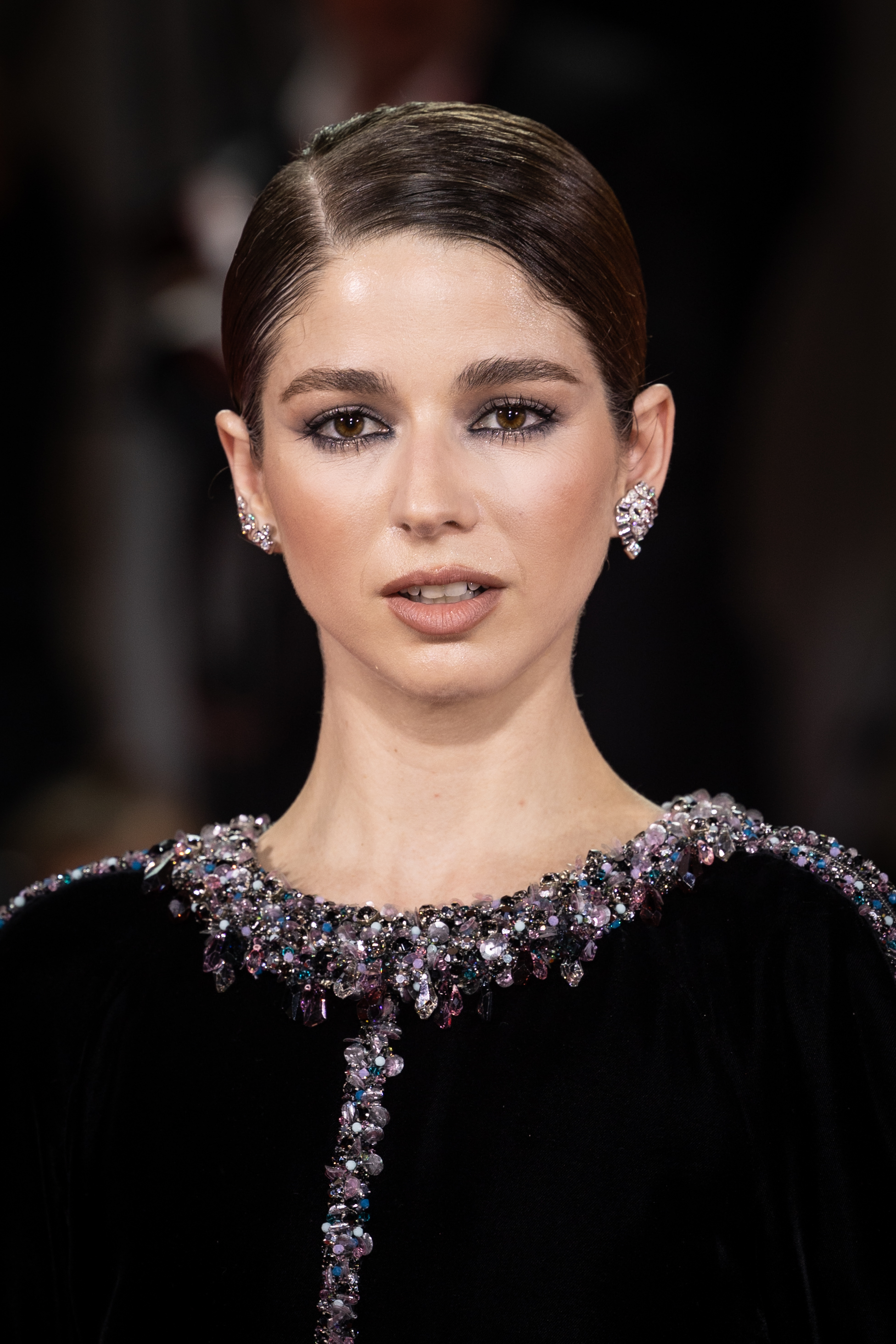
Mariana di Girolamo beim Filmfestival von Venedig 2024

Mariana di Girolamo (* 1990 in Santiago de Chile) ist eine chilenische Schauspielerin.

## Leben
Mariana di Girolamo wurde als Tochter zweier bildender Künstler geboren. Sie ist die Nichte der chilenischen Schauspielerin Claudia di Girolamo und Enkelin des Dramatikers Claudio di Girolamo und begann eine Ausbildung auf dem Gebiet der Geburtshilfe, die sie jedoch nicht abschloss.
Von 2014 bis 2015 war sie in der Fernsehserie Pituca sin lucas des Senders Mega als María Belén Risopatrón und 2016 in Pobre gallo als Andrea González zu sehen. In der Saison 2015/16 stand sie außerdem am Centro Cultural Gabriela Mistral (GAM) an der Seite ihrer Tante Claudia di Girolamo als Prospero in Shakespeares Sturm als Miranda auf der Bühne. Ihr Debüt in einen Kinospielfilm gab sie 2016 im Politdrama Aquí no ha pasado nada (Much Ado about Nothing) von Alejandro Fernández Almendras, das am Sundance Film Festival 2016 uraufgeführt sowie auf der Berlinale 2016 in der Sektion Panorama gezeigt wurde. 
Für ihre Darstellung der María Elsa Quiroga in der Mega-Serie Perdona nuestros pecados wurde sie 2017 mit dem Copihue de Oro der chilenischen Tageszeitung La Cuarta als beste Schauspielerin ausgezeichnet und 2018 für diese Kategorie nominiert.
2019 spielte sie in der Canal 13-Serie Río Oscuro die Rolle der Rosario Correa erneut an der Seite ihrer Tante Claudia di Girolamo. Im bei den 76. Filmfestspielen von Venedig im Wettbewerb um den Goldenen Löwen uraufgeführten Filmdrama Ema von Pablo Larraín verkörperte sie an der Seite von Gael García Bernal als Gastón die Titelrolle der jungen Tänzerin Ema.

## Auszeichnungen und Nominierungen (Auswahl)
Copihue de Oro
- 2017: Auszeichnung als beste Schauspielerin für Perdona nuestros pecados[3][6]
- 2018: Nominierung als beste Schauspielerin für Perdona nuestros pecados[4]

## Filmografie (Auswahl)
- 2013: Dënver: Las fuerzas (Musikvideo)
- 2014–2015: Pituca sin lucas (Fernsehserie)
- 2015: Sigues en mi (Musikvideo)
- 2016: Aquí no ha pasado nada
- 2016: Pobre gallo (Fernsehserie)
- 2016: Constitución (Kurzfilm)
- 2018: Tiempos Mozos – Capítulo 2
- 2017–2018: Perdona nuestros pecados (Fernsehserie)
- 2018: Hotel Zentai
- 2019: No quiero ser tu hermano
- 2019: Río Oscuro (Fernsehserie)
- 2019: Ema
- 2019–2021: Die Meute (La jauría, Fernsehserie)
- 2020: La Verónica
- 2024: Kill the Jockey (El Jockey)